# Encolpius
Encolpius es un género de arañas araneomorfas de la familia Salticidae. Se encuentra en Sudamérica.   

## Lista de especies
Según The World Spider Catalog 12.5::
- Encolpius albobarbatus Simon, 1900
- Encolpius fimbriatus Crane, 1943
- Encolpius guaraniticus Galiano, 1968